# Gadoni
Gadoni är en ort och kommun i provinsen Nuoro i regionen Sardinien i sydvästra Italien. Kommunen hade 781 invånare (2017).